# Polygala lecardii
Polygala lecardii är en jungfrulinsväxtart som beskrevs av Chod.. Polygala lecardii ingår i släktet jungfrulinssläktet, och familjen jungfrulinsväxter. Inga underarter finns listade i Catalogue of Life.